# Iwan Dmitrijewitsch Buchholz
Iwan Dmitrijewitsch Buchholz (russisch Иван Дмитриевич Бухгольц; * 1671; † 1741) war ein russischer Offizier der Kaiserlich Russischen Armee baltendeutscher Herkunft.

## Leben
Buchholz’ Vater Dmitri Filippowitsch Buchholz aus der kurländischen Adelsfamilie Buchholtz diente in der russischen Armee.
Der junge Buchholz gehörte zur Spielzeugarmee Peters I. in Preobraschenskoje. Ab 1689 diente er als Offizier im Preobraschenski Leib-Garderegiment. Er nahm an den Asowfeldzügen teil und dann am Großen Nordischen Krieg, wobei er schnell befördert wurde. Sein älterer Bruder Awraam Dmitrijewitsch Buchholz diente ebenfalls im Preobraschenski Leib-Garderegiment, bis er 1715 Kommandant der Festung Schlüsselburg wurde.
Als Peter I. vom Gouverneur von Sibirien Matwei Gagarin über Goldsandvorkommen bei Yarkant informiert wurde, unterzeichnete Peter I. im Mai 1714 mehrere Ukase, nach denen in Tobolsk zur Eroberung Yarkants und Goldsandsuche am Amudarja und in Buchara eine Truppe zusammengestellt werden sollte. Die Truppe sollte dann am Irtysch entlang bis zum Jamysch-Salzsee marschieren, um dort zu überwintern. Es sollten am Irtysch die Festungen Omsk, Schelesinka, Jamyschewo, Semipalatinsk und Ust-Kamenogorsk gebaut, dort Garnisonen hinterlassen und weiter nach Yarkant marschiert werden.
Im August 1714 verließ Buchholz St. Petersburg mit einem Sergeanten und 7 Gemeinen. In Moskau wurden ihm noch 7 Offiziere zugeteilt. Anfang Dezember kam er mit seiner Begleitung nach Tobolsk, wo der Gouverneur ihm eine 1500-Mann-Truppe zur Verfügung stellte. Als Buchholz sich über die geringe Zahl beschwerte, versprach ihm der Gouverneur bei Verlusten Ersatz.
Im Juli 1715 startete die Expedition mit Proviant, Ausrüstung und Granaten auf dem Irtysch in 32 Doschtschaniks und 27 großen Booten von Kaufleuten. Zur Expedition gehörten zwei Regimenter Infanterie, 700 Dragoner, eine kleine Artillerie-Einheit und 70 Handwerker, insgesamt 2932 Mann. Für die Dragoner und einen Teil der Infanterie waren 1500 Pferde aus Tara geholt worden. Die Berittenen beschützten die Expedition vom Ufer aus. Im Oktober 1715 wurde der Jamysch-See erreicht, und Buchholz begann mit dem Bau der Festung Jamyschewo. Im Dezember 1715 schilderte er Peter I. sein Bedenken gegen einen weiteren Vormarsch gegen die Kalmücken aufgrund seiner geringen Truppenstärke. Allerdings kam der Brief erst im August 1716 bei Peter I. an. Gleichzeitig forderte Buchholz in einem Brief an den Gouverneur Verstärkung an.
Der Khan des Dsungarischen Khanats Tsewangrabtan forderte Buchholz auf, sich zurückzuziehen. Als sich Buchholz weigerte und auf Verhandlungen verzichtete, griff der Khan mit einer 10000-Mann-Armee im Februar 1716 die Festung Jamyschewo nachts an, raubte die Pferdeherde und belagerte dann die Festung. Zur Hilfe geschickte Einheiten, eine 700-Mann-Versorgungskarawane mit 20.000 Rubel Lohngeld und auch 600 Kaufleute aus Tobolsk, Tara und Tomsk wurden gefangen genommen. Buchholz wagte keine Ausfälle und verlor 2300 Mann durch Hunger und Krankheit. Im April gab Buchholz die Festung Jamyschewo auf. Nach Niederlegung der Befestigungen und Gebäude verließ er mit den verbliebenen 700 meistens kranken Offizieren und Gemeinen auf 18  Doschtschaniks mit der Ausrüstung den Ort auf dem Irtysch in Richtung Tobolsk. Darauf ließen die Dsungaren den gefangenen Priester und den Kassenkommissar frei. An der Grenze des Machtbereichs des Khans Tsewangrabtan an der Mündung des Om in den Irtysch hielt Buchholz an und gründete die Festung Omsk. Der Aufbau erfolgte mit neuem Personal  aus Tobolsk. Gouverneur Gagarin schickte 1500 Rekruten für den beschleunigten Aufbau. Im Dezember 1716  traf Buchholz in Tobolsk ein und blieb dort, bis er den Befehl Peters I. erhielt, nach St. Petersburg zurückzukehren. Im September 1717 kam er in St. Petersburg an.
Die Untersuchung der missglückten Expedition wurde von Peter I.  selbst geführt. Als Grund für das Scheitern wurde die schlechte Vorbereitung festgestellt, so dass Buchholz entlastet war. Er wurde degradiert, und die Leitung der Hospitäler wurde ihm strafweise übertragen. Dann wurde er zum Kommandanten der Festung Narwa ernannt, die ihre militärische Bedeutung verloren hatte. Fürst Matwei Gagarins ungenügende Amtsführung wurde als Staatsverbrechen bewertet, so dass er 1721 hingerichtet wurde.
1723 schickte Peter I. Buchholz wieder nach Sibirien als Kommandeur des Jakutischen Regiments in Tobolsk. Nach seiner Rehabilitierung wurde er 1724 als Oberst nach Transbaikalien an die chinesische Grenze geschickt. 1726 wurden Graf Sava Vladislavitsch und Buchholz, der zum Hauptverwalter der Provinzen an der chinesischen Grenze ernannt wurde, nach China zu Verhandlungen mit der chinesischen Regierung geschickt, die zum Vertrag von Kjachta führten. Buchholz legte die Grenzstation Kjachta an und organisierte entsprechend dem Vertrag den regulären Handel mit China. An der Mündung des Tschikoi in die Selenga baute er die Peter-und-Paul-Festung. Im September 1729 übergab Buchholz im Selenginski-Ostrog an der Selenga drei Burjaten die Urkunden der Verleihung der russischen Staatsbürgerschaft. Im selben Jahr berichtete Buchholz dem Kollegium für Auswärtige Angelegenheiten (Außenministerium in St. Petersburg), dass im Gegensatz zum Grenzübergang Priargunsk am Argun der Übergang Kjachta offen war.
In dieser Zeit wurden russische Siedlungen von im Süden von Kjachta lebenden Serenga-Mongolen beraubt, und es gab Bemühungen von chinesischer und mongolischer Seite für eine friedliche Weiterentwicklung des Handels. Im Frühjahr 1730 berichtete Buchholz dem Kollegium für Auswärtige Angelegenheiten, dass von der chinesischen Seite Familien mit ihren Jurten kämen und um die russische Staatsbürgerschaft bäten mit Bezahlung mit Kronenzobeln. Im Juli 1731 wurde Buchholz mit Ernennung zum Brigadier mit einer Truppe an die chinesische Grenze geschickt, um die Grenze zu überwachen und die sibirischen Städte zu schützen.

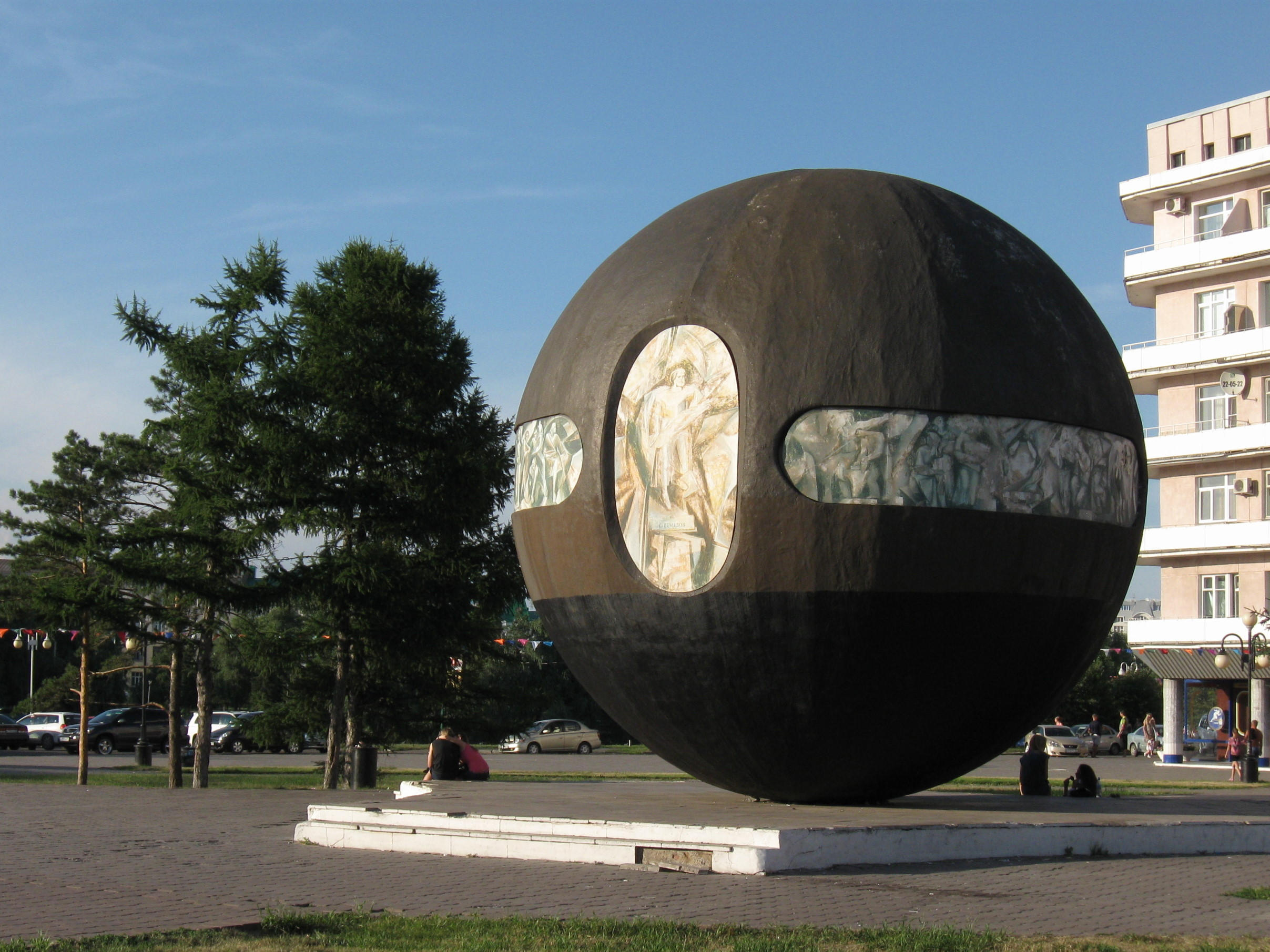
Derschawa-Denkmal, Omsk

Im Dezember 1734 wurden Buchholz und seine Truppe denunziert. Im Februar 1740 schickte der Irkutsker Vizegouverneur Lorenz Lange einen Bericht nach St. Petersburg mit der Bitte, Buchholz krankheitshalber abzuberufen und einen gesunden Mann seines Charakters zu schicken. Im März 1740 wurde Buchholz als Generalmajor in den Ruhestand versetzt.
In Omsk wurde 1997 auf dem Buchholz-Platz, auf dem die von Buchholz angelegte Festung Omsk gestanden hatte, das von Wassili Trochimtschuk geschaffene Denkmal Derschawa in Form einer Kugel von 7 m Durchmesser aufgestellt, das an eine Kanonenkugel oder einen Reichsapfel erinnert. Allerdings konnte die Kugel wegen mangelnder finanzieller Mittel nicht wie geplant fertiggestellt werden. Metall  wurde durch Glasfaserkunststoff  und das umlaufende Relief durch ein Gemäldeband ersetzt.
Buchholz ist einer der Helden in Alexei Iwanows Roman Tobol (2018) und dessen Verfilmung (2019).